# Етра (митологија)
Етра, (грч. Aither) (лат. Aether) је име неколико женских ликова из грчке митологије.

### Етра мајка Тезеја
Етра је била кћерка Питеја из Трезена, а заједно са атинским краљем Егејем — или у неким верзијама с Посејдоном — мајка Тезејова.
Егеј је отишао у Трезен, (град југозападно од Атина) где је упознао Етру. Након што је спавала са Егејом она је отпловила на оток Сферију где је затруднела са Посејдоном. Сазнавши да је Етра трудна, Егеј се вратио у Атину.
Пре одласка је сакрио, под једну стену, своје сандале, штит и мач и рекао јој да ће признати сина, ако се појави у Атину са сакривеним оружјем. Етра је родила Тезеја који је померио стену и узео очево оружје, тако да га је Егеј признао за сина.
Касније је Тезеј отео Хелену и дао је на чување Етри. Хеленина браћа - Диоскури - су ослободили Хелену, а у знак одмазде одвели Етру са Хеленом у Троју.
Етру је пронашао унук Акамас за вријеме пада града Троје.

### Етра Океанида
Етра је име једне од Океанида, 3000 кћери Океана и Тетије. Ову Етра се понекад и назива Атласовом женом, мајком Плејада - мада многи извори наводе да су Плејаде потомке Плеионе.

### Етра жена Хипериона
Личност звана Етра - можда Океанида - је, према једном извору, била супруга Хиперионова, и мајка Хелиоса, Еоса и Селене.

### Етра жена Паланта
Још једна Етра је била супруга Спартанца Паланта. Испунила је пророчанство сузама дато мужу, након чега је он освојио Таранто.